# 巴西尔哈特
巴西尔哈特（Basirhat），是印度西孟加拉邦North Twenty-four Parganas县的一个城镇。总人口113120（2001年）。

## 人口
该地2001年总人口113120人，其中男性57876人，女性55244人；0—6岁人口11493人，其中男5831人，女5662人；识字率74.14%，其中男性为78.94%，女性为69.11%。